# Tour of California
Tour of California er et professionelt cykelløb som er en del af UCI World Tour. Løbet blev arrangeret for første gang 19. februar 2006. Løbet er også kendt som Amgen Tour of California, opkaldt efter hovedsponsoren Amgen. Tour of California er USA's største cykelløb, med alle UCI World Teams til start. I de første 3 udgaver varede løbet 8 dage, men til den 4. udgave, i 2009, valgte man at indlægge en ekstra etape, således at løbet strakte sig over 9 dage.
Fra 2017 indgår det i UCI World Tour-kalenderen.

## Vindere

### Samlede stilling
| År   | Vinder             | Toer               | Treer                 |
| ---- | ------------------ | ------------------ | --------------------- |
| 2006 | Floyd Landis       | David Zabriskie    | Bobby Julich          |
| 2007 | Levi Leipheimer    | Jens Voigt         | Jason McCartney       |
| 2008 | Levi Leipheimer    | David Millar       | Christian Vande Velde |
| 2009 | Levi Leipheimer    | David Zabriskie    | Michael Rogers        |
| 2010 | Michael Rogers     | David Zabriskie    | Levi Leipheimer       |
| 2011 | Chris Horner       | Levi Leipheimer    | Tom Danielson         |
| 2012 | Robert Gesink      | David Zabriskie    | Tom Danielson         |
| 2013 | Tejay van Garderen | Michael Rogers     | Janier Acevedo        |
| 2014 | Bradley Wiggins    | Rohan Dennis       | Lawson Craddock       |
| 2015 | Peter Sagan        | Julian Alaphilippe | Sergio Henao          |
| 2016 | Julian Alaphilippe | Rohan Dennis       | Brent Bookwalter      |
| 2017 | George Bennett     | Rafał Majka        | Andrew Talansky       |
| 2018 | Egan Bernal        | Tejay van Garderen | Daniel Martínez       |
| 2019 | Tadej Pogačar      | Sergio Higuita     | Kasper Asgreen        |

### Andre konkurrencer
| År   | Pointkonkurrencen | Bjergkonkurrencen  | Ungdomskonkurrencen | Holdkonkurrencen               |
| ---- | ----------------- | ------------------ | ------------------- | ------------------------------ |
| 2006 | Olaf Pollack      | Levi Leipheimer    | Thomas Peterson     | CSC                            |
| 2007 | Juan José Haedo   | Christophe Laurent | Robert Gesink       | CSC                            |
| 2008 | Dominique Rollin  | Scott Nydam        | Robert Gesink       | Slipstream-Chipotle            |
| 2009 | Mark Cavendish    | Jason McCartney    | Robert Gesink       | Astana                         |
| 2010 | Peter Sagan       | Thomas Rabou       | Peter Sagan         | Garmin-Transitions             |
| 2011 | Peter Sagan       | Jonathan McCarty   | Tejay van Garderen  | Garmin-Cervélo                 |
| 2012 | Peter Sagan       | Sébastian Salas    | Wilco Kelderman     | RadioShack-Nissan              |
| 2013 | Peter Sagan       | Carter Jones       | Lawson Craddock     | BMC Racing Team                |
| 2014 | Peter Sagan       | Will Routley       | Lawson Craddock     | Garmin-Sharp                   |
| 2015 | Mark Cavendish    | Daniel Oss         | Julian Alaphilippe  | Team Sky                       |
| 2016 | Peter Sagan       | Evan Huffman       | Neilson Powless     | BMC Racing Team                |
| 2017 | Peter Sagan       | Daniel Jaramillo   | Lachlan Morton      | Team Sky                       |
| 2018 | Fernando Gaviria  | Toms Skujiņš       | Egan Bernal         | Team Sky                       |
| 2019 | Kasper Asgreen    | Davide Ballerini   | Tadej Pogačar       | EF Education First Pro Cycling |